# Mu’addamijjat al-Kalamun
Mu’addamijjat al-Kalamun (arab. معضمية القلمون) – miasto w Syrii, w muhafazie Damaszek. W 2004 roku liczyło 14 228 mieszkańców.